# Caspar Diedrich Wehrenbold
Caspar Diedrich Wehrenbold (* 1796 in Lünen; † 1851 ebenda) war ein Unternehmer und Mitgründer der Gewerkschaft Eisenhütte Westfalia in Altlünen-Wethmar.

## Leben
Wehrenbold nahm in jungen Jahren als Jäger an den Befreiungskriegen 1813/14 gegen Napoleon teil, so kämpfte er auch 1815 in der Schlacht bei Waterloo. Auf den Feldzügen lernte er eisenverarbeitende Werke kennen und auf seinen Fahrten als Aufseher über Salztransporte auf der Lippe in der Nähe seiner Heimatstadt entdeckte er Raseneisenerze. So gründete er 1826 mit seinem Schwager Johann Wilhelm von Born und zwei anderen das Raseneisenerzwerk Westphalia, aus dem in den 1880er Jahren die Gewerkschaft Eisenhütte Westfalia hervorging.
Dieses Unternehmen war nach kleinen Anfängen bis in die 1990er Jahre ein bedeutender, weltweit bekannter Bergbauzulieferer, bei dem bis zu 4000 Beschäftigte Arbeit fanden.

## Ehrungen
Eine Straße in Altlünen ist nach Wehrenbold benannt.
| Personendaten    | Personendaten                                                                        |
| ---------------- | ------------------------------------------------------------------------------------ |
| NAME             | Wehrenbold, Caspar Diedrich                                                          |
| KURZBESCHREIBUNG | Unternehmer und Mitgründer der Gewerkschaft Eisenhütte Westfalia in Altlünen-Wethmar |
| GEBURTSDATUM     | 1796                                                                                 |
| GEBURTSORT       | Lünen                                                                                |
| STERBEDATUM      | 1851                                                                                 |
| STERBEORT        | Lünen                                                                                |